# Sericopelma commune
Sericopelma commune är en spindelart som beskrevs av F. O. Pickard-Cambridge 1897. Sericopelma commune ingår i släktet Sericopelma och familjen fågelspindlar.
Artens utbredningsområde är Panama. Inga underarter finns listade i Catalogue of Life.